# Гордієнко Кость

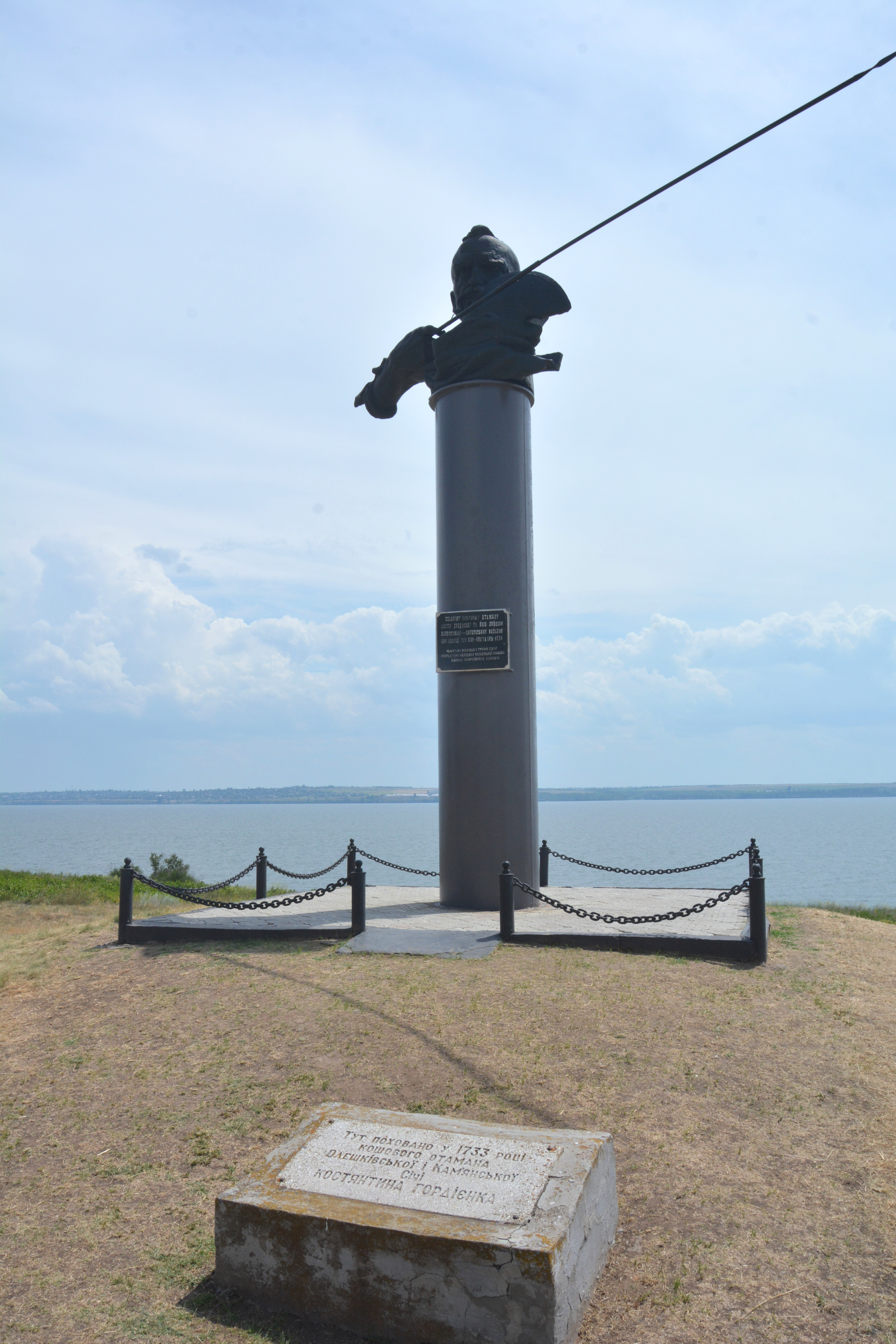
Пам'ятник на честь кошового отамана Запорозької Січі Костя Гордієнка. Херсонська область

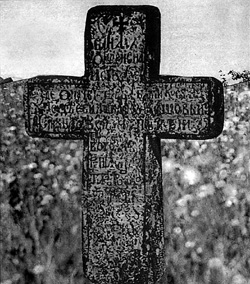
Хрест на могилі Гордієнка. Фото кінця XIX ст.

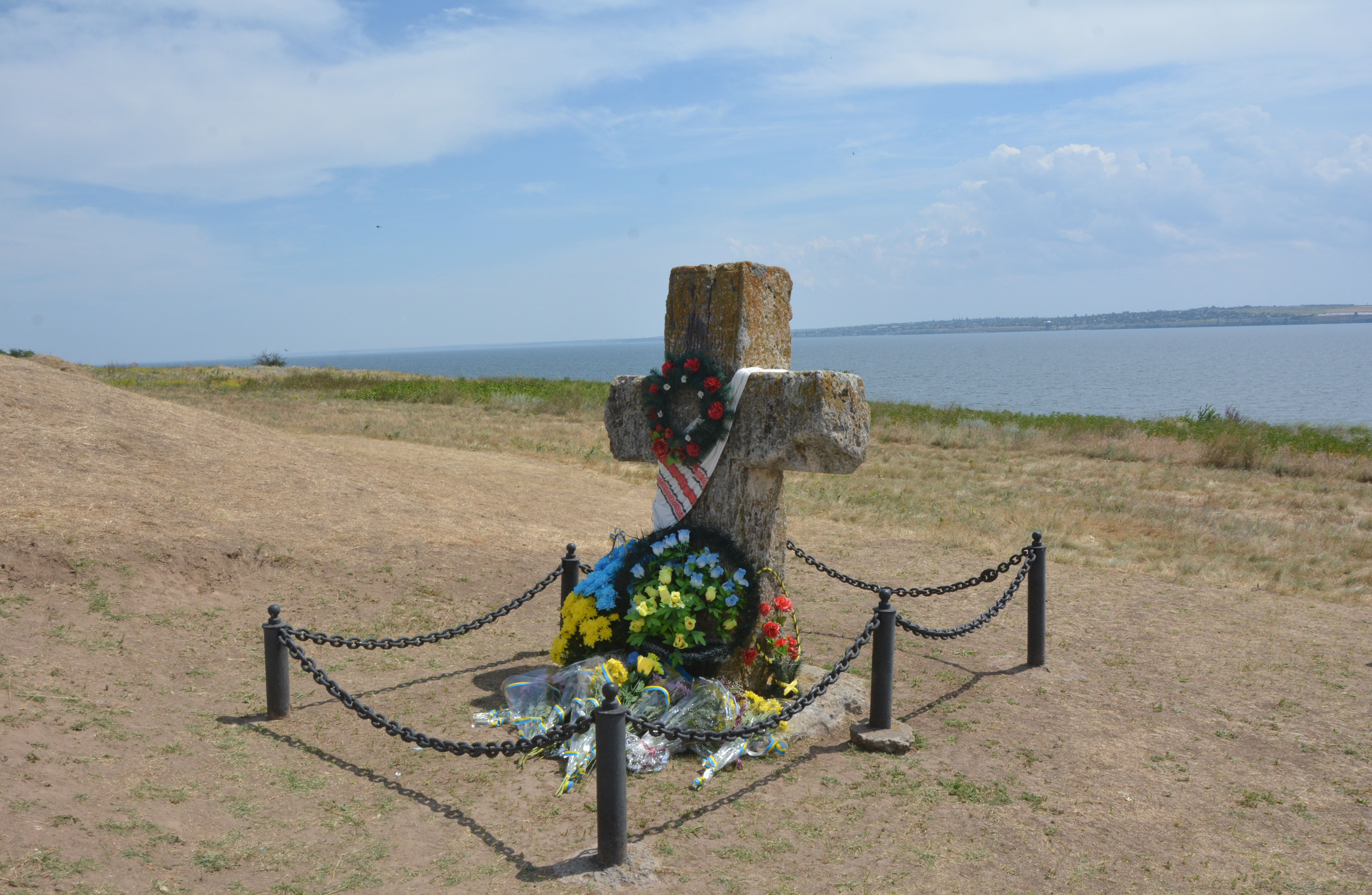
Хрест на могилі Гордієнка. Сучасний вигляд

Ко́сть (Костянти́н) Горді́йович Гордіє́нко (Головко́) (нар. ? — 4 [15] травня 1733, Кам'янська Січ, нині село Республіканець Херсонщини) — кошовий отаман Запорозької Січі, гетьман дубоссарський (з 1714 року), військовий і політичний діяч, який попри особисту неприязнь до Івана Мазепи уклав воєнний союз із Мазепою і Гетьманщиною у війні проти Петра I. Створив та очолив Кам'янську Січ. До 1728 р. очолював Олешківську Січ, сподвижник та співавтор Конституції Гетьмана Війська Запорозького Городового Пилипа Орлика.

## Походження
Фахівець з історії запорожців Дмитро Яворницький вважав, що кошовий Гордієнко родом з Полтавщини, дослідник польського походження Аполлон Скальковський припускав, що Кость був родом з Волині, з українського шляхетського роду Гординських. На користь першого варіанту свідчить той факт, що прикладати прізвище до ймення батька було звичаєм на Лівобережній Україні, а не на Волині.
На надмогильній плиті кошового отамана було висічено частину герба Костя Гордієнка — вістря стріли. Гординські від XV ст. уживали герб, в основі якого також перебувала фігура стріли.

## Біографія
Навчався в Києво-Могилянській колегії, пізніше вступив до Війська Запорозького Низового.
Був козаком Платнирівського куреня Запорозької Січі. 12 разів його обирали Кошовим Отаманом Запорозької Січі. Обіймав цю посаду 1702 року, з грудня 1703 до 27 травня 1706 р., а також з грудня 1707 до квітня 1709. У 1710—1728 рр. — Кошовий Отаман Кам'янської та Олешківської Січі.
Кость Гордієнко відверто виступав проти московського гніту, відкрито відстоював права й вольності Війська Запорозького перед Петром I, чим заслужив довіру та повагу запорожців.
1702 — надіслав листа царю Петру I, у якому писав про належність Запорожцям земель по Самару, особливо після будівництва біля Чортомлицької Січі фортеці Кам'яний Затон. Тим же була мотивована й відмова присягнути на вірність Петру I та спроба спільно з кримським ханом Девлет II Ґераєм виступити проти Москви. Для цього до Бахчисараю було відправлено посольство на чолі із супруном Стеблевським. Проте османський великий візир Хусейн-паша не схвалив цих планів, сприявши поваленню хана з трону. 
Петро послав на Запоріжжя своїх підручних підмовляти Козацтво, щоб скинуло Гордієнка, і 1703-го замість нього було обрано Герасима Крису.
Попри особисту неприязнь до Гетьмана Івана Мазепи, у 1709 року підтримав його й разом із запорожцями перейшов на його бік. При зустрічі зі Шведським Королем Карлом XII, Кость Гордієнко виголосив промову латинською мовою. Послідовно виступав за шведсько-український союз та проти наступу московитів на козацькі вольності.
Після смерті Івана Мазепи у місті Бендери спільно з Пилипом Орликом брав участь у складанні Бендерської конституції («Конституції Пилипа Орлика», «Договір і постанови між гетьманом Орликом і Військом Запорозьким 1710 року»).
Син Костя, Василь Гордієнко, після взяття Батурина (1708) був захоплений московитами у Верхньому Салтові й невдовзі після звільнення помер. Після Полтавської битви (1709) московити знову мали намір заарештувати його, але, через відсутність можливості зробити це, викопали й обезголовили труп, після чого повісили на дереві.
У 1711 році як кошовий брав участь у поході Пилипа Орлика на Правобережну Україну, з метою звільнення України від московської навали. Похід, на жаль, закінчився невдачею.
Після руйнування Кам'янської Січі московською каральною експедицією Шеремєтєва в 1711 р. Кость Гордієнко разом із запорожцями перебрався на територію Кримського ханства (землі у гирлі Дніпра), де осів в Олешках і заснував Олешківську Січ, яку очолював до 1728 р.
Після вимушеної еміграції Пилипа Орлика, в 1714 році обійняв посаду гетьмана Дубоссарського. Неодноразово залагоджував конфлікти запорожців із кримським ханом і турецьким султаном.
З 1729 року не брав участі в політичній діяльності, але своїм авторитетом стримував Запорожців від повернення під владу московитів. Похований у Кам'янській Січі.

## Вшанування пам'яті
Був урочисто похований запорожцями з мушкетними та гарматними залпами на території Кам'янської Січі (тепер село Республіканець Бериславського району Херсонської області). Могила з унікальним кам'яним пам'ятником-хрестом збереглася до наших днів.
- 57-ма окрема мотопіхотна бригада носить ім'я кошового отамана Костя Гордієнка (з 2014 року)
- Вулиця Костя Гордієнка у містах Дніпро, Львів, Миколаїв, Первомайськ, Полтава, Кривий Ріг.
- Провулок Костя Гордієнка у місті Київ